# 永田生慈
永田 生慈（ながた せいじ、昭和26年（1951年）8月1日 - 平成30年（2018年）2月6日）は、日本の浮世絵研究家。特に葛飾北斎の研究と作品蒐集を精力的に行い、コレクションは島根県立美術館に寄贈・収蔵された。

## 略歴
島根県津和野町生まれ。小学3年生の時、古本屋で北斎の『画本早引』の入手がきっかけで北斎に魅せられ、十代半ばから作品を蒐集する。浮世絵研究者の楢崎宗重を慕って立正大学文学部に入学。在学時から、北斎専門研究雑誌『北斎研究』の発行・編集に関わった（2016年、第56号で休刊）。
卒業後、1977年より太田記念美術館に勤務、副館長兼学芸部長を歴任した。その間にも、国内外の北斎展で監修を務め、多くの著作を記した。1990年には郷里の津和野で葛飾北斎美術館を開設し、館長を務めた（2015年閉館）。
2016年にはフランス文化省から芸術文化勲章オフィシエを受章している。
2017年、コレクション2000点超を島根県へ寄贈することを決めた。
2018年2月6日午前6時53分、肺癌のため川崎市の病院で死去。66歳没。コレクションは島根県立美術館に収蔵され、2019年1月から3月にかけて行われた、森アーツセンターギャラリーでの「新・北斎展 HOKUSAI UPDATED」を最後に、故人の意志として、島根県外で公開されることはなくなった。

## 著書
- 『北斎工芸図案帖 今様櫛キセル[6]雛形』岩崎美術社(双書美術の泉) 1983
- 『葛飾北斎年譜』三彩新社 1985
- 『北斎の絵手本』全5巻 岩崎美術社 1986
- 『北斎漫画』全3巻 岩崎美術社 1986
- 『江戸木版本集成』全5巻 芸艸堂 1987
- 『北斎と葛飾派の下絵』岩崎美術社(双書美術の泉)　1987
- 『北斎の狂歌絵本』岩崎美術社 1987
- 『北斎美術館』全5巻 集英社 1990
- 『北斎 世界を魅了した絵本』三彩社 1991
- 『資料による近代浮世絵事情』三彩社 1992
- 『葛飾北斎 東海道五十三次』岩崎美術社 1994
- 『葛飾北斎論集』東洋書院 1994
- 『ＨＯＫＵＳＡＩ：genius of the japanese ukiyo-e』講談社インターナショナル 1995
- 『葛飾北斎』吉川弘文館(歴史文化ライブラリー)　2000
- 『葛飾北斎 すみだが生んだ世界の画人』墨田区文化振興財団 2006
- 『北斎画本早引 江戸文化イラスト百科』東京美術 2011
- 『葛飾北斎の本懐』角川選書 2017
- 『北斎絵手本集成 壱』芸艸堂 2018

### 編著
- 『浮世絵八華 5 [北斎』平凡社 1984
- 『浮世絵』山口桂三郎共著 ブレーン出版 1990
- 『名品揃物浮世絵 8 北斎 1(大錦揃物)』楢崎宗重共編 ぎょうせい 1991
- 『名品揃物浮世絵 9 北斎 2(花鳥・浮絵・洋風版画ほか)』ぎょうせい 1992
- 『名画と出会う美術館 第7巻 粋の美浮世絵』小学館 1992
- 『江戸名作画帖全集 9 北斎・歌麿・国貞 浮世絵』駸々堂出版 1992
- 『北斎』ソフィア 1993
- 『日本の浮世絵美術館』全6 角川書店 1996
- 『冨獄三十六景 葛飾北斎』小学館 1998
- 『北斎肉筆画大成』小学館 2000
- 『北斎漫画』全3巻 東京美術 2002-2003
- 『もっと知りたい葛飾北斎 生涯と作品』 (アート・ビギナーズ・コレクション)監修. 東京美術, 2005
- 『北斎絵事典 完全版』監修. 東京美術 2011
- 『北斎クローズアップ 1 (伝説と古典を描く)』監修・著. 東京美術, 2014
- 『限定版 新撰葛飾北斎永寿堂版「冨嶽三十六景」』監修 小学館 2014
- 『北斎クローズアップ 3 (江戸の美人と市井の営み)』監修・著. 東京美術, 2015
- 『北斎漫畵武芸百般』監修・解説. 芸艸堂 2015
- 『北斎漫畵伝説百話』監修・解説. 芸艸堂, 2015
- 『北斎漫畵花鳥百種』監修・解説. 芸艸堂, 2015
- 『北斎漫畵山水百景』監修・解説. 芸艸堂, 2015
- 『北斎漫畵動物百匹』監修・解説. 芸艸堂, 2015
- 『北斎漫畵人物百態』監修・解説. 芸艸堂, 2015
- 『肉筆浮世絵 美の競艶 シカゴウェストンコレクション』監修. 小学館スクウェア, 2015
- 『北斎クローズアップ 2 (生きるものへのまなざし)』監修・著. 東京美術, 2015
- 『北斎]クローズアップ 4』監修・著 東京美術 2016
- 『北斎漫画 全十五冊・別冊解説付』芸艸堂 2017
- 監修『新・北斎展 = Hokusai updated』日本経済新聞社、2019年